# ボルチモア・コルツ (初代)
ボルチモア・コルツは、1947年から1950年までメリーランド州ボルチモアを本拠地としていたプロフットボールチームである。チームは1947年から1949年までAAFCに所属し、1950年に1年だけNFLに所属した。経営難により、1951年のシーズン開幕前に消滅した。その後、ボルチモア・コルツというチーム名は1953年のNFLのリーグ拡張により復活し、現在はインディアナポリス・コルツとして残っている。

## 歴史

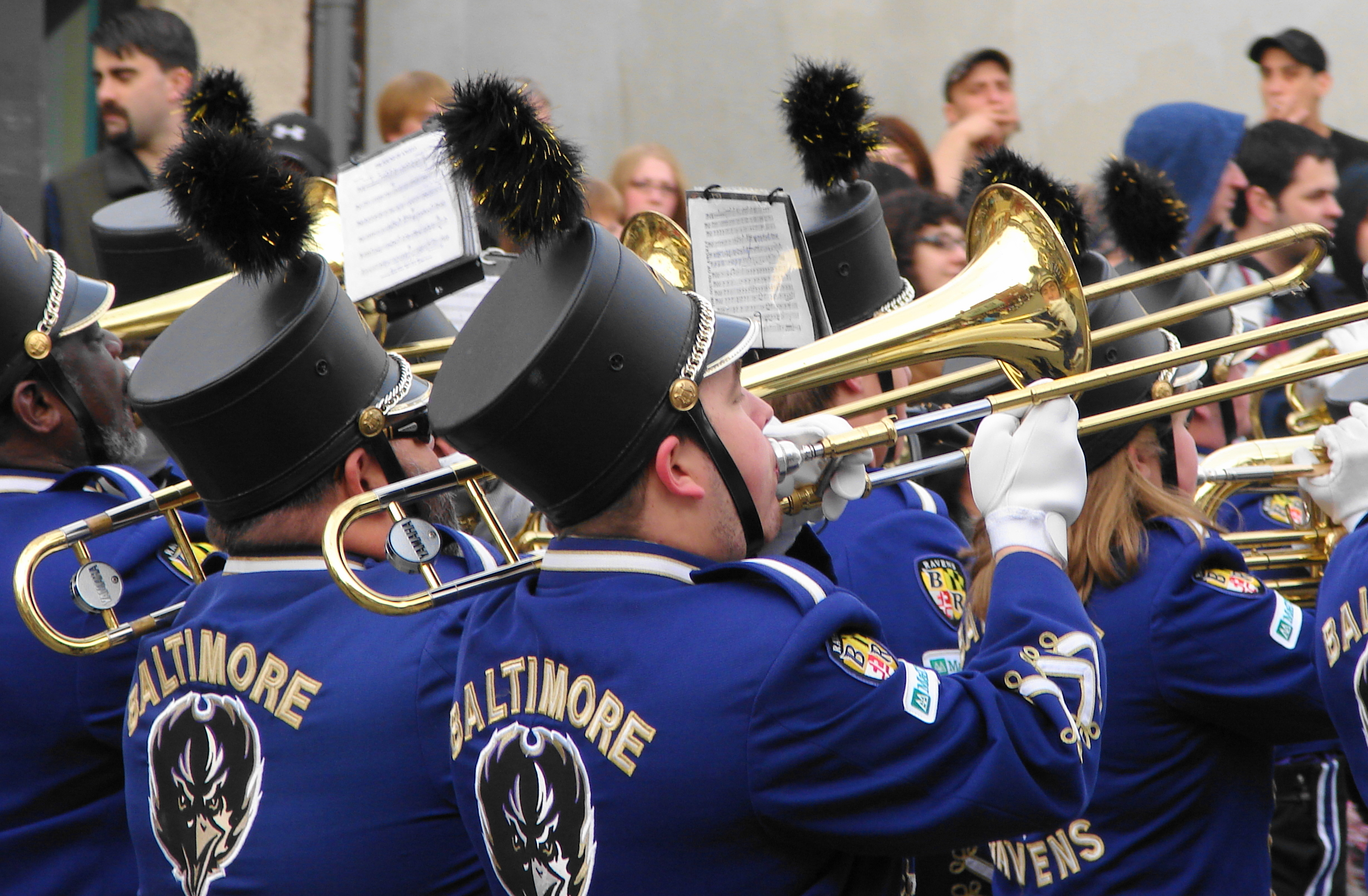
ボルチモア・レイブンズのマーチングバンド

コルツは、AAFCの創立メンバーであるマイアミ・シーホークスを前身チームとする。シーホークスはAAFC1年目、3勝11敗の成績に終わり、35万ドルの負債を負い、リーグにチームを没収された。そのチームをボルチモア・コルツの創立者となるビジネスマンのグループが購入し、コルツが設立された。コルツはリーグで苦戦し続けたが、ボルチモアでのファンを獲得し、成長していった。1949年にはAAFCとNFLの合併に伴い、ブラウンズ、49ERSと共にNFLに参入したが、1950年シーズン終了後、経営難が深刻化し、5万ドルと引き換えにチームと選手の保有権をリーグに返上した。しかし、多くのボルチモアのファンはコルツの消滅に反対し、チームの復活に向けて、マーチングバンドやファンクラブが残存した。これが1953年の新生ボルチモア・コルツの誕生に繋がることになる。1984年、新生ボルチモア・コルツはインディアナポリスに移転し、「インディアナポリス・コルツ」となったが、マーチングバンドは、1996年誕生のボルチモア・レイブンズのマーチングバンドとして現存している。

## シーズン成績
Note: 勝 = 勝, 敗 = 敗, 分 = 引分
| シーズン | 勝 | 敗 | 分 | 最終順位          | プレーオフ                                         |
| -------- | -- | -- | -- | ----------------- | -------------------------------------------------- |
| AAFC     |    |    |    |                   |                                                    |
| 1947     | 2  | 11 | 1  | AAFC東地区4位     | –                                                  |
| 1948     | 7  | 7  | 0  | AAFC東地区2位     | 東地区チャンピオンシップ敗退 ビルズ 28 - 17 コルツ |
| 1949     | 1  | 11 | 0  | AAFC7位           | –                                                  |
| NFL参入  |    |    |    |                   |                                                    |
| 1950     | 1  | 11 | 0  | NFLナショナルC7位 | –                                                  |
| 通算     | 11 | 40 | 1  |                   |                                                    |